# Diodo Varicap

Símbolo del diodo Varicap.

El diodo Varicap, conocido como diodo de capacidad variable o varactor, es un diodo que aprovecha determinadas técnicas constructivas para comportarse, ante variaciones de la tensión aplicada, como un condensador variable. Polarizado en inversa, este dispositivo electrónico presenta características que son de suma utilidad en circuitos sintonizados (L-C), donde son necesarios los cambios de capacidad.

## Operación
Cuando un diodo Varicap es polarizado en inversa, se dice que la barrera de potencial o juntura que forman los materiales N y P a partir del punto de unión de las junturas se produce una capacitancia. Visto en forma metafórica y práctica, es el equivalente a dos placas de un condensador que van separándose a medida que la tensión de alimentación se incrementa. Este incremento de tensión provoca una disminución de la capacidad equivalente final en los terminales del diodo (a mayor distancia entre placas, menor capacidad final). Por este motivo queda claro el concepto de que la mayor capacidad que puede brindar un diodo de esta naturaleza se encuentra en un punto de baja tensión de alimentación (no cero), mientras que la mínima capacidad final estará determinada por cuánta tensión inversa pueda soportar entre sus terminales. Sin llegar a valores extremos, los más habituales suelen encontrarse entre 3 o 4 picofaradios y 50 picofaradios para ejemplos como el diodo BB148 de NXP. Con una tensión menor a un voltio alcanza su máxima capacidad, llegando al mínimo valor con 12 o 13V, según podemos ver en la gráfica obtenida de su hoja de datos.
Para poder medir la capacidad de estos diodos se puede recurrir a la fórmula de MBR:
{\displaystyle C_{d}={\dfrac {C}{\sqrt {1+2|V_{d}|}}}\ pF}
donde C = capacidad del diodo con polarización inversa (Faradios)
Vd= voltaje de polarización inversa del diodo (Voltios), ({\displaystyle |V_{d}|} es la magnitud del voltaje de polarización inversa del diodo, siempre positiva)
Cd= C 